# باول فرانك
باول فرانك (بالإنجليزية: Paul Frank)‏ هو مصمم جرافيك وفنان ومصمم ومونتير أمريكي، ولد في 29 أغسطس 1967 في شاطئ هنتنغتون في الولايات المتحدة.